# Circonscriptions et régions électorales du Senedd
Pour les élections générales du Parlement gallois, le pays de Galles est divisé en circonscriptions et régions électorales du Senedd (Senedd constituencies and electoral regions en anglais et etholaethau a rhanbarthau etholiadol Senedd en gallois) dans lesquelles sont élus les 60 membres du Senedd suivant des procédés électoraux différents.
Au nombre de 45 (5 régions et 40 circonscriptions), elles sont instituées par le Government of Wales Act 1998 pour les élections de l’Assemblée nationale du pays de Galles de mai 1999 et leurs limites sont modifiées par un décret en Conseil de 2006 appliqué depuis les élections générales de mai 2007.
Depuis 1999, les circonscriptions correspondent au découpage électoral utilisé à Westminster pour les élections des Communes au sens de décrets en Conseil de 1995 et 2006 pris dans le cadre du Parliamentary Constituencies Act 1986 (en). Cependant, depuis 2011 et le Parliamentary Voting System and Constituencies Act 2011, ce couplage n’est plus obligatoire.
La commission du tracé des limites pour le pays de Galles (en) est l’organisme public non ministériel chargé de proposer des altérations des limites des circonscriptions et des régions électorales dans des rapports remis au Gouvernement britannique.

## Histoire

### Création des circonscriptions et des régions électorales (1999)
Dans le cadre de la dévolution du pouvoir, les circonscriptions (constituencies en anglais et etholaethau en gallois) et les régions électorales (electoral regions en anglais et rhanbarthau etholiadol en gallois) sont des divisions électorales du pays de Galles créées par l’article 2 du Government of Wales Act 1998 et utilisées spécialement pour les élections de l’Assemblée nationale du pays de Galles.
Leurs définitions respectives ainsi que le nombre des régions électorales sont détaillés dans le Schedule 1 de la loi appelé « Circonscriptions de l’Assemblée et régions électorales de l’Assemblée » (Assembly constituencies and Assembly electoral regions en anglais). À son sens, les circonscriptions de l’Assemblée admettent les mêmes limites que les circonscriptions parlementaires (parliamentary constituencies en anglais) et les régions électorales, fixées au nombre de 5, correspondent aux circonscriptions parlementaires européennes (European Parliamentary constituencies en anglais),.
Au moment de la promulgation de la loi, les circonscriptions parlementaires du pays de Galles sont régies par un décret en Conseil, le Parliamentary Constituencies (Wales) Order 1995, tandis que les circonscriptions parlementaires européennes du pays de Galles sont établies par l’European Parliamentary Constituencies (Wales) Order 1994, un autre décret en Conseil,.

### Première révision des limites (2006)
Huit ans après le Government of Wales Act 1998, une nouvelle loi sur la dévolution du pouvoir au pays de Galles est promulguée en 2006 : le Government of Wales Act 2006. Son deuxième article dispose toujours que les circonscriptions de l’Assemblée sont les circonscriptions parlementaires et que le nombre de régions électorales est limité à 5. Toutefois, la définition des divisions électorales est désormais fixée par un nouveau décret en Conseil, le Parliamentary Constituencies and Assembly Electoral Regions (Wales) Order 2006.
Il consiste d’abord en la suppression de trois circonscriptions (Caernarfon, Conwy et Meirionnydd Nant Conwy) et la création de trois nouvelles entités électorales (Aberconwy, Arfon et Dwyfor Meirionnydd). Neuf circonscriptions font l’objet de changements qualifiés de « substantiels », impliquant un transfert de plus de 3 000 habitants, tandis que 12 sont moins marquées dans l’ampleur de la modification de leurs limites avec des changements moindres (de moins de 3 000 habitants, 8 circonscriptions) ou mineurs (ajustements de limites, 4 circonscriptions). Ainsi, seules 16 circonscriptions ne sont pas modifiées.
Du point de vue des régions électorales, le North Wales et le Mid and West Wales admettent des limites redéfinies en raison de la création des circonscriptions d’Aberconwy et de Dwyfor Meirionnydd ainsi que la modification de la circonscription de Montgomeryshire. Aussi, avec la modification de la limite entre la circonscription de Bridgend et de Vale of Glamorgan, la limite des territoires de South Wales West et de South Wales Central est corrigée.
Ce nouveau découpage des circonscriptions et des régions électorales est issu d’un projet de décret en Conseil contenu dans le rapport de préconisations de la commission du tracé des limites pour le pays de Galles (en) remis au secrétaire d’État pour le Pays de Galles le 31 janvier 2005 au sens du Parliamentary Constituencies Act 1986. Il révoque le Parliamentary Constituencies (Wales) Order 1995 et entre en vigueur à compter des élections générales de mai 2007,,.

### Dissociation du lien automatique avec Westminster (2011) et changement de nom (2020)
Au sens de l’article 13 du Parliamentary Voting System and Constituencies Act 2011, les circonscriptions citées dans le Parliamentary Constituencies and Assembly Electoral Regions (Wales) Order 2006 sont uniquement celles de l’Assemblée, ainsi dissociées légalement des circonscriptions parlementaires. Dans le domaine réglementaire, le décret en Conseil de 2006 et le Government of Wales Act 2006 sont amendés par le Parliamentary Constituencies and Assembly Electoral Regions (Wales) (Amendment) Order 2011,,.
Le 6 mai 2020, une loi de l’Assemblée, le Senedd and Elections (Wales) Act 2020, transforme les circonscriptions et régions de l’Assemblée en celles du Senedd (Senedd constituency et electoral region en anglais), alors que l’Assemblée nationale du pays de Galles devient le Parlement gallois (Welsh Parliament en anglais et Senedd Cymru en gallois).

## Typologie
Les Government of Wales Act 1998 et 2006 disposent des divisions électorales singulières pour les élections puis pour les élections générales de l’Assemblée nationale du pays de Galles (National Assembly for Wales en anglais et Cynulliad Cenedlaethol Cymru en gallois), devenue le Parlement gallois (Welsh Parliament en anglais et Senedd Cymru en gallois).
La législature dévolue se constitue de,, :
- un membre élu dans chaque circonscription (Assembly puis Senedd constituency member en anglais) ;
- de plusieurs membres élus dans chaque région électorale (Assembly puis Senedd regional members en anglais).

Depuis 1999, le nombre de circonscriptions a été établi à 40, d’abord basé sur le Parliamentary Constituencies (Wales) Order 1995 pour les élections de 1999 et de 2003 puis sur le Parliamentary Constituencies and Assembly Electoral Regions (Wales) Order 2006 depuis les élections générales de 2007,,,.
Aussi, les lois sur la dévolution du pouvoir au pays de Galles disposent depuis 1999 que le nombre de régions électorales reprenant les 40 circonscriptions est de 5 et que 4 membres la représentent au niveau régional. À l’origine définies par le European Parliamentary Constituencies (Wales) Order 1994, elles sont celles décrites par le Parliamentary Constituencies and Assembly Electoral Regions (Wales) Order 2006 depuis les élections générales de 2007,,,.
Ainsi, depuis 1999, il y a 40 membres du Senedd de circonscriptions et 20 membres du Senedd régionaux.

## Processus de révisions

### Commission du tracé des limites pour le pays de Galles
La commission du tracé des limites pour le pays de Galles (en) (« Boundary Commission for Wales » en anglais et « Comisiwn Ffiniau i Gymru » en gallois) est un organisme public non ministériel consultatif dépendant du Cabinet Office érigé au sens Parliamentary Constituencies Act 1986, amendé par le Boundary Commissions Act 1992 et le Political Parties, Elections and Referendums Act 2000, dans l’objectif d’une révision continuelle des limites des circonscriptions parlementaires. Pour ce faire, elle doit remettre au Gouvernement britannique des rapports sur la distributions des sièges gallois sur une période allant de 8 à 12 ans.
Le Government of Wales Act 1998, comme le Government of Wales Act 2006, charge la commission de considérer les altérations des limites des circonscriptions comme celles des régions électorales, mais également l’allocation des sièges au niveau régional. Du fait du découplage entre les circonscriptions parlementaires et celles de l’Assemblée, le Parliamentary Voting System and Constituencies Act 2011 prévoit une révision par décret en Conseil des circonscriptions de l’Assemblée sur rapport remis au secrétaire d’État pour le Pays de Galles qui n’est plus périodique,,.

### Rapports
La commission du tracé des limites pour le pays de Galles n’a remis qu’un rapport périodique au Gouvernement britannique s’agissant des circonscriptions et des régions de l’Assemblée. Présenté au Parlement britannique à partir du 14 décembre 2005, ses recommandations se sont traduites par un décret en Conseil, le Parliamentary Constituencies and Assembly Electoral Regions (Wales) Order 2006, appliqué à partir des élections générales de l’Assemblée nationale du pays de Galles de 2007.
Depuis l’entrée en vigueur du Parliamentary Voting System and Constituencies Act 2011, des débats ont été portés au pays de Galles sur la question de faire coïncider les prochaines circonscriptions parlementaires de Westminster — fixées à 30 sièges gallois par la loi — avec les circonscriptions du Senedd, justement découplées depuis 2011. Cependant, bien que les circonscriptions ne devraient plus être les mêmes, les prescriptions de la loi de 2011 n’ont jamais été appliquées et le processus de révision a été arrêté en mars 2020 par Chloe Smith, ministre d’État pour la Constitution et la Dévolution sous le gouvernement Johnson,,,.

## Découpages successifs

### Découpages des circonscriptions

#### Circonscriptions de 1995
Le tableau suivant dresse pour chaque circonscription :
1. sa dénomination officielle au sens du Parliamentary Constituencies (Wales) Order 1995[γ] ;
2. son type (de borough ou de comté) au sens du même order[γ] ;
3. sa population résidentielle totale d’après le recensement de 2001 (en)[9]. ;
4. sa superficie, exprimée en kilomètres carrés, d’après le même recensement[ξ] ;
5. sa densité de population, exprimée en habitants par kilomètre carré, d’après le même recensement[9] ;
6. et son territoire constitutif d’après les sections électorales des districts établis par le Local Government Act 1972 au sens du Parliamentary Constituencies (Wales) Order 1995[γ].

| Circonscription                         | Type    | Population | Superficie | Densité | District constitutifs (sections concernées) |
| --------------------------------------- | ------- | ---------- | ---------- | ------- | ------------------------------------------- |
| Aberavon                                | Comté   | 63 150     | 176,25     | 358     | Neath (5)                                   |
| Aberavon                                | Comté   | 63 150     | 176,25     | 358     | Port Talbot (totalité)                      |
| Alyn and Deeside                        | Comté   | 78 967     | 154,87     | 510     | Alyn and Deeside (totalité)                 |
| Blaenau Gwent                           | Comté   | 70 064     | 108,76     | 644     | Blaenau Gwent (totalité)                    |
| Brecon and Radnorshire                  | Comté   | 66 880     | 3 006,52   | 22      | Brecknock (totalité)                        |
| Brecon and Radnorshire                  | Comté   | 66 880     | 3 006,52   | 22      | Radnorshire (totalité)                      |
| Bridgend                                | Comté   | 77 922     | 140,05     | 556     | Ogwr (14)                                   |
| Caernarfon                              | Comté   | 59 694     | 889,83     | 67      | Arfon (17)                                  |
| Caernarfon                              | Comté   | 59 694     | 889,83     | 67      | Dwyfor (totalité)                           |
| Caerphilly                              | Comté   | 88 151     | 125,46     | 703     | Rhymney Valley (16)                         |
| Cardiff Central                         | Borough | 73 754     | 16,78      | 4 394   | Cardiff (6)                                 |
| Cardiff North                           | Borough | 81 844     | 42,62      | 1 920   | Cardiff (7)                                 |
| Cardiff South and Penarth               | Borough | 88 235     | 38,71      | 2 279   | Cardiff (6)                                 |
| Cardiff South and Penarth               | Borough | 88 235     | 38,71      | 2 279   | Vale of Glamorgan (4)                       |
| Cardiff West                            | Borough | 77 539     | 32,55      | 2 382   | Cardiff (8 sections)                        |
| Carmarthen East and Dinefwr             | Comté   | 68 629     | 1 640,66   | 42      | Carmarthen (14)                             |
| Carmarthen East and Dinefwr             | Comté   | 68 629     | 1 640,66   | 42      | Dinefwr (totalité)                          |
| Carmarthen West and South Pembrokeshire | Comté   | 72 487     | 955,61     | 76      | Carmarthen (12)                             |
| Carmarthen West and South Pembrokeshire | Comté   | 72 487     | 955,61     | 76      | South Pembrokeshire (totalité)              |
| Ceredigion                              | Comté   | 75 232     | 1 795,47   | 42      | Ceredigion (totalité)                       |
| Clwyd South                             | Comté   | 71 622     | 853,30     | 84      | Glyndŵr (11)                                |
| Clwyd South                             | Comté   | 71 622     | 853,30     | 84      | Wrexham Maelor (17)                         |
| Clwyd West                              | Comté   | 68 804     | 831,60     | 83      | Colwyn (18)                                 |
| Clwyd West                              | Comté   | 68 804     | 831,60     | 83      | Glyndŵr (7)                                 |
| Conwy                                   | Comté   | 70 366     | 298,72     | 236     | Aberconwy (18)                              |
| Conwy                                   | Comté   | 70 366     | 298,72     | 236     | Arfon (14)                                  |
| Cynon Valley                            | Comté   | 63 512     | 176,15     | 361     | Cynon Valley (totalité)                     |
| Delyn                                   | Comté   | 69 627     | 282,92     | 246     | Delyn (totalité)                            |
| Gower                                   | Comté   | 74 365     | 296,76     | 251     | Lliw Valley (17)                            |
| Gower                                   | Comté   | 74 365     | 296,76     | 251     | Swansea (8)                                 |
| Islwyn                                  | Comté   | 65 121     | 101,10     | 644     | Islwyn (totalité)                           |
| Llanelli                                | Comté   | 75 777     | 235,42     | 322     | Llanelli (totalité)                         |
| Meirionnydd Nant Conwy                  | Comté   | 41 435     | 1 949,52   | 21      | Aberconwy (7)                               |
| Meirionnydd Nant Conwy                  | Comté   | 41 435     | 1 949,52   | 21      | Meirionnydd (totalité)                      |
| Merthyr Tydfil and Rhymney              | Comté   | 72 228     | 161,58     | 447     | Merthyr Tydfil (totalité)                   |
| Merthyr Tydfil and Rhymney              | Comté   | 72 228     | 161,58     | 447     | Rhymney Valley (7)                          |
| Monmouth                                | Comté   | 77 409     | 829,32     | 93      | Blaenau Gwent (1)                           |
| Monmouth                                | Comté   | 77 409     | 829,32     | 93      | Monmouth (30)                               |
| Monmouth                                | Comté   | 77 409     | 829,32     | 93      | Torfaen (4)                                 |
| Montgomeryshire                         | Comté   | 57 698     | 2 050,75   | 28      | Montgomeryshire (totalité)                  |
| Neath                                   | Comté   | 71 318     | 265,07     | 269     | Lliw Valley (9)                             |
| Neath                                   | Comté   | 71 318     | 265,07     | 269     | Neath (17)                                  |
| Newport East                            | Comté   | 74 916     | 122,42     | 612     | Monmouth (6)                                |
| Newport East                            | Comté   | 74 916     | 122,42     | 612     | Newport (8)                                 |
| Newport West                            | Comté   | 79 490     | 96,46      | 824     | Newport (12)                                |
| Ogmore                                  | Comté   | 67 565     | 183,16     | 369     | Ogwr (15)                                   |
| Ogmore                                  | Comté   | 67 565     | 183,16     | 369     | Taff-Ely (4)                                |
| Pontypridd                              | Comté   | 88 831     | 129,63     | 685     | Taff-Ely (23)                               |
| Preseli Pembrokeshire                   | Comté   | 69 789     | 1 156,32   | 60      | Preseli Pembrokeshire (totalité)            |
| Rhondda                                 | Comté   | 72 443     | 99,89      | 725     | Rhondda (23)                                |
| Swansea East                            | Borough | 75 574     | 48,62      | 1 554   | Swansea (8)                                 |
| Swansea West                            | Borough | 73 362     | 32,67      | 2 246   | Swansea (9)                                 |
| Torfaen                                 | Comté   | 81 030     | 117,00     | 693     | Torfaen (21)                                |
| Vale of Clwyd                           | Comté   | 70 100     | 198,73     | 353     | Colwyn (1)                                  |
| Vale of Clwyd                           | Comté   | 70 100     | 198,73     | 353     | Glyndŵr (5)                                 |
| Vale of Clwyd                           | Comté   | 70 100     | 198,73     | 353     | Rhuddlan (totalité)                         |
| Vale of Glamorgan                       | Comté   | 93 591     | 286,59     | 327     | Vale of Glamorgan (17)                      |
| Wrexham                                 | Comté   | 67 735     | 103,14     | 657     | Wrexham Maelor (21)                         |
| Ynys Môn                                | Comté   | 66 829     | 711,03     | 94      | Ynys Môn / Isle of Anglesey (totalité)      |

#### Circonscriptions de 2006
Le tableau suivant dresse pour chaque circonscription :
1. sa dénomination officielle au sens du Parliamentary Constituencies and Assembly Electoral Regions (Wales) Order 2006[λ] ;
2. son type (de borough ou de comté) au sens du même order[λ] ;
3. sa population résidentielle totale d’après le recensement de 2011 (en)[ο] ;
4. sa superficie, exprimée en kilomètres carrés, d’après le même recensement[ο] ;
5. sa densité de population, exprimée en habitants par kilomètre carré, d’après le même recensement[ο] ;
6. et son territoire constitutif d’après les sections électorales des zones principales établies par le Local Government (Wales) Act 1994 au sens du Parliamentary Constituencies and Assembly Electoral Regions (Wales) Order 2006[λ].

| Circonscription                         | Type    | Population | Superficie | Densité | Zones principales constitutives (sections concernées) |
| --------------------------------------- | ------- | ---------- | ---------- | ------- | ----------------------------------------------------- |
| Aberavon                                | Comté   | 66 133     | 176,29     | 375     | Neath Port Talbot (16)                                |
| Aberconwy                               | Comté   | 56 415     | 603,10     | 94      | Conwy (21)                                            |
| Alyn and Deeside                        | Comté   | 82 505     | 154,87     | 533     | Flintshire (27)                                       |
| Arfon                                   | Comté   | 60 573     | 408,17     | 148     | Gwynedd (31)                                          |
| Blaenau Gwent                           | Comté   | 69 814     | 108,76     | 642     | Blaenau Gwent (totalité)                              |
| Brecon and Radnorshire                  | Comté   | 69 197     | 3 005,92   | 23      | Powys (39)                                            |
| Bridgend                                | Comté   | 79 873     | 84,69      | 943     | Bridgend (20)                                         |
| Caerphilly                              | Comté   | 86 980     | 114,54     | 759     | Caerphilly (13)                                       |
| Cardiff Central                         | Borough | 88 097     | 16,78      | 5 250   | Cardiff (6)                                           |
| Cardiff North                           | Borough | 88 114     | 42,62      | 2 067   | Cardiff (8)                                           |
| Cardiff South and Penarth               | Borough | 107 455    | 45,85      | 2 344   | Cardiff (6)                                           |
| Cardiff South and Penarth               | Borough | 107 455    | 45,85      | 2 344   | Vale of Glamorgan (6)                                 |
| Cardiff West                            | Borough | 91 027     | 50,94      | 1 787   | Cardiff (9)                                           |
| Carmarthen East and Dinefwr             | Comté   | 71 046     | 1 554,98   | 46      | Carmarthenshire (27)                                  |
| Carmarthen West and South Pembrokeshire | Comté   | 77 338     | 1 018,47   | 76      | Carmarthenshire (10)                                  |
| Carmarthen West and South Pembrokeshire | Comté   | 77 338     | 1 018,47   | 76      | Pembrokeshire (23)                                    |
| Ceredigion                              | Comté   | 75 922     | 1 785,45   | 43      | Ceredigion (totalité)                                 |
| Clwyd South                             | Comté   | 71 629     | 622,75     | 115     | Denbighshire (3)                                      |
| Clwyd South                             | Comté   | 71 629     | 622,75     | 115     | Wrexham (22)                                          |
| Clwyd West                              | Comté   | 73 920     | 921,14     | 80      | Conwy (17)                                            |
| Clwyd West                              | Comté   | 73 920     | 921,14     | 80      | Denbighshire (6)                                      |
| Cynon Valley                            | Comté   | 68 952     | 182,39     | 378     | Rhondda Cynon Taff (15)                               |
| Delyn                                   | Comté   | 70 001     | 282,67     | 248     | Flintshire (30)                                       |
| Dwyfor Meirionnydd                      | Comté   | 61 301     | 2 126,77   | 29      | Gwynedd (40)                                          |
| Gower                                   | Comté   | 77 819     | 298,19     | 261     | Swansea (19)                                          |
| Islwyn                                  | Comté   | 75 408     | 112,01     | 673     | Caerphilly (15)                                       |
| Llanelli                                | Comté   | 81 245     | 235,02     | 346     | Carmarthenshire (21)                                  |
| Merthyr Tydfil and Rhymney              | Comté   | 75 220     | 162,29     | 463     | Merthyr Tydfil (11)                                   |
| Merthyr Tydfil and Rhymney              | Comté   | 75 220     | 162,29     | 463     | Caerphilly (5)                                        |
| Monmouth                                | Comté   | 83 733     | 829,34     | 101     | Monmouthshire (34)                                    |
| Monmouth                                | Comté   | 83 733     | 829,34     | 101     | Torfaen (4)                                           |
| Montgomeryshire                         | Comté   | 63 779     | 2 174,45   | 29      | Powys (35)                                            |
| Neath                                   | Comté   | 73 679     | 264,97     | 278     | Neath Port Talbot (26)                                |
| Newport East                            | Comté   | 77 892     | 122,42     | 636     | Newport (8)                                           |
| Newport East                            | Comté   | 77 892     | 122,42     | 636     | Monmouthshire (8)                                     |
| Newport West                            | Comté   | 85 401     | 96,55      | 885     | Newport (12)                                          |
| Ogmore                                  | Comté   | 74 738     | 202,91     | 368     | Bridgend (20)                                         |
| Ogmore                                  | Comté   | 74 738     | 202,91     | 368     | Rhondda Cynon Taff (4)                                |
| Pontypridd                              | Comté   | 80 449     | 104,99     | 766     | Rhondda Cynon Taff (18)                               |
| Preseli Pembrokeshire                   | Comté   | 76 587     | 1 180,62   | 65      | Pembrokeshire (37)                                    |
| Rhondda                                 | Comté   | 69 576     | 99,89      | 697     | Rhondda Cynon Taff (15)                               |
| Swansea East                            | Borough | 80 536     | 48,82      | 1 650   | Swansea (8)                                           |
| Swansea West                            | Borough | 80 668     | 32,73      | 2 465   | Swansea (9)                                           |
| Torfaen                                 | Comté   | 81 108     | 117,00     | 693     | Torfaen (20)                                          |
| Vale of Clwyd                           | Comté   | 71 101     | 216,22     | 329     | Denbighshire (21)                                     |
| Vale of Glamorgan                       | Comté   | 97 733     | 315,14     | 310     | Vale of Glamorgan (17)                                |
| Wrexham                                 | Comté   | 70 741     | 103,14     | 686     | Wrexham (25)                                          |
| Ynys Môn                                | Comté   | 69 751     | 711,24     | 98      | Isle of Anglesey (totalité)                           |

### Découpages des régions électorales

#### Régions électorales de 1994
Le tableau suivant dresse pour chaque région électorale :
1. sa dénomination officielle au sens de l’European Parliamentary Constituencies (Wales) Order 1994[δ] ;
2. sa population résidentielle totale d’après le recensement de 2001 (en) dans les circonscriptions concernées[9] ;
3. sa superficie, exprimée en kilomètres carrés, d’après le même recensement dans les circonscriptions concernées[ξ] ;
4. sa densité de population, exprimée en habitants par kilomètre carré, d’après le même recensement dans les circonscriptions concernées[9] ;
5. et ses circonscriptions constitutives établies par l’European Parliamentary Constituencies (Wales) Order 1994 (modifié par le Parliamentary Constituencies (Wales) Order 1995)[δ],[γ].

| Région électorale   | Population | Superficie | Densité | Circonscriptions constitutives          |
| ------------------- | ---------- | ---------- | ------- | --------------------------------------- |
| Mid and West Wales  | 527 927    | 12 790,27  | 41      | Brecon and Radnorshire                  |
| Mid and West Wales  | 527 927    | 12 790,27  | 41      | Carmarthen East and Dinefwr             |
| Mid and West Wales  | 527 927    | 12 790,27  | 41      | Carmarthen West and South Pembrokeshire |
| Mid and West Wales  | 527 927    | 12 790,27  | 41      | Ceredigion                              |
| Mid and West Wales  | 527 927    | 12 790,27  | 41      | Llanelli                                |
| Mid and West Wales  | 527 927    | 12 790,27  | 41      | Meirionnydd Nant Conwy                  |
| Mid and West Wales  | 527 927    | 12 790,27  | 41      | Montgomeryshire                         |
| Mid and West Wales  | 527 927    | 12 790,27  | 41      | Preseli Pembrokeshire                   |
| North Wales         | 623 744    | 4 324,14   | 144     | Alyn and Deeside                        |
| North Wales         | 623 744    | 4 324,14   | 144     | Caernarfon                              |
| North Wales         | 623 744    | 4 324,14   | 144     | Clwyd South                             |
| North Wales         | 623 744    | 4 324,14   | 144     | Clwyd West                              |
| North Wales         | 623 744    | 4 324,14   | 144     | Conwy                                   |
| North Wales         | 623 744    | 4 324,14   | 144     | Delyn                                   |
| North Wales         | 623 744    | 4 324,14   | 144     | Vale of Clwyd                           |
| North Wales         | 623 744    | 4 324,14   | 144     | Wrexham                                 |
| North Wales         | 623 744    | 4 324,14   | 144     | Ynys Môn                                |
| South Wales Central | 639 749    | 822,92     | 777     | Cardiff Central                         |
| South Wales Central | 639 749    | 822,92     | 777     | Cardiff North                           |
| South Wales Central | 639 749    | 822,92     | 777     | Cardiff South and Penarth               |
| South Wales Central | 639 749    | 822,92     | 777     | Cardiff West                            |
| South Wales Central | 639 749    | 822,92     | 777     | Cynon Valley                            |
| South Wales Central | 639 749    | 822,92     | 777     | Pontypridd                              |
| South Wales Central | 639 749    | 822,92     | 777     | Rhondda                                 |
| South Wales Central | 639 749    | 822,92     | 777     | Vale of Glamorgan                       |
| South Wales East    | 608 409    | 1 662,10   | 366     | Blaenau Gwent                           |
| South Wales East    | 608 409    | 1 662,10   | 366     | Caerphilly                              |
| South Wales East    | 608 409    | 1 662,10   | 366     | Islwyn                                  |
| South Wales East    | 608 409    | 1 662,10   | 366     | Merthyr Tydfil and Rhymney              |
| South Wales East    | 608 409    | 1 662,10   | 366     | Monmouth                                |
| South Wales East    | 608 409    | 1 662,10   | 366     | Newport East                            |
| South Wales East    | 608 409    | 1 662,10   | 366     | Newport West                            |
| South Wales East    | 608 409    | 1 662,10   | 366     | Torfaen                                 |
| South Wales West    | 503 256    | 1 142,58   | 440     | Aberavon                                |
| South Wales West    | 503 256    | 1 142,58   | 440     | Bridgend                                |
| South Wales West    | 503 256    | 1 142,58   | 440     | Gower                                   |
| South Wales West    | 503 256    | 1 142,58   | 440     | Neath                                   |
| South Wales West    | 503 256    | 1 142,58   | 440     | Ogmore                                  |
| South Wales West    | 503 256    | 1 142,58   | 440     | Swansea East                            |
| South Wales West    | 503 256    | 1 142,58   | 440     | Swansea West                            |

#### Régions électorales de 2006
Le tableau suivant dresse pour chaque région électorale :
1. sa dénomination officielle au sens du Parliamentary Constituencies and Assembly Electoral Regions (Wales) Order 2006[μ] ;
2. sa population résidentielle totale d’après le recensement de 2011 (en) dans les circonscriptions concernées[ο] ;
3. sa superficie, exprimée en kilomètres carrés, d’après le même recensement dans les circonscriptions concernées[ο] ;
4. sa densité de population, exprimée en habitants par kilomètre carré, d’après le même recensement dans les circonscriptions concernées[ο] ;
5. et ses circonscriptions constitutives établies par le Parliamentary Constituencies and Assembly Electoral Regions (Wales) Order 2006[μ].

| Région électorale   | Population | Superficie | Densité | Circonscriptions constitutives          |
| ------------------- | ---------- | ---------- | ------- | --------------------------------------- |
| Mid and West Wales  | 576 415    | 13 081,68  | 44      | Brecon and Radnorshire                  |
| Mid and West Wales  | 576 415    | 13 081,68  | 44      | Carmarthen East and Dinefwr             |
| Mid and West Wales  | 576 415    | 13 081,68  | 44      | Carmarthen West and South Pembrokeshire |
| Mid and West Wales  | 576 415    | 13 081,68  | 44      | Ceredigion                              |
| Mid and West Wales  | 576 415    | 13 081,68  | 44      | Dwyfor Meirionnydd                      |
| Mid and West Wales  | 576 415    | 13 081,68  | 44      | Llanelli                                |
| Mid and West Wales  | 576 415    | 13 081,68  | 44      | Montgomeryshire                         |
| Mid and West Wales  | 576 415    | 13 081,68  | 44      | Preseli Pembrokeshire                   |
| North Wales         | 626 636    | 4 023,30   | 156     | Aberconwy                               |
| North Wales         | 626 636    | 4 023,30   | 156     | Alyn and Deeside                        |
| North Wales         | 626 636    | 4 023,30   | 156     | Arfon                                   |
| North Wales         | 626 636    | 4 023,30   | 156     | Clwyd South                             |
| North Wales         | 626 636    | 4 023,30   | 156     | Clwyd West                              |
| North Wales         | 626 636    | 4 023,30   | 156     | Delyn                                   |
| North Wales         | 626 636    | 4 023,30   | 156     | Vale of Clwyd                           |
| North Wales         | 626 636    | 4 023,30   | 156     | Wrexham                                 |
| North Wales         | 626 636    | 4 023,30   | 156     | Ynys Môn                                |
| South Wales Central | 691 403    | 858,60     | 805     | Cardiff Central                         |
| South Wales Central | 691 403    | 858,60     | 805     | Cardiff North                           |
| South Wales Central | 691 403    | 858,60     | 805     | Cardiff South and Penarth               |
| South Wales Central | 691 403    | 858,60     | 805     | Cardiff West                            |
| South Wales Central | 691 403    | 858,60     | 805     | Cynon Valley                            |
| South Wales Central | 691 403    | 858,60     | 805     | Pontypridd                              |
| South Wales Central | 691 403    | 858,60     | 805     | Rhondda                                 |
| South Wales Central | 691 403    | 858,60     | 805     | Vale of Glamorgan                       |
| South Wales East    | 63 556     | 1 662,91   | 382     | Blaenau Gwent                           |
| South Wales East    | 63 556     | 1 662,91   | 382     | Caerphilly                              |
| South Wales East    | 63 556     | 1 662,91   | 382     | Islwyn                                  |
| South Wales East    | 63 556     | 1 662,91   | 382     | Merthyr Tydfil and Rhymney              |
| South Wales East    | 63 556     | 1 662,91   | 382     | Monmouth                                |
| South Wales East    | 63 556     | 1 662,91   | 382     | Newport East                            |
| South Wales East    | 63 556     | 1 662,91   | 382     | Newport West                            |
| South Wales East    | 63 556     | 1 662,91   | 382     | Torfaen                                 |
| South Wales West    | 533 446    | 1 108,60   | 481     | Aberavon                                |
| South Wales West    | 533 446    | 1 108,60   | 481     | Bridgend                                |
| South Wales West    | 533 446    | 1 108,60   | 481     | Gower                                   |
| South Wales West    | 533 446    | 1 108,60   | 481     | Neath                                   |
| South Wales West    | 533 446    | 1 108,60   | 481     | Ogmore                                  |
| South Wales West    | 533 446    | 1 108,60   | 481     | Swansea East                            |
| South Wales West    | 533 446    | 1 108,60   | 481     | Swansea West                            |

### Sources
1. 1 2  Government of Wales Act 1998, p. 1.
2. 1 2 3 4  Government of Wales Act 1998, p. 81.
3. 1 2 3 4 5 6  Parliamentary Constituencies (Wales) Order 1995, London, The Stationery Office Limited, 1995, 8 p. (lire en ligne).
4. 1 2 3 4  European Parliamentary Constituencies (Wales) Order 1994, London, The Stationery Office Limited, 1994, 4 p. (lire en ligne).
5. 1 2 3  Government of Wales Act 2006, p. 2.
6. ↑  The Parliamentary Constituencies and Assembly Electoral Regions (Wales) Order 2006, p. 1-2.
7. ↑  Parliamentary Voting System and Constituencies Act 2011, London, The Stationery Office Limited, 2011, 311 p. (lire en ligne [PDF]), p. 15-17.
8. ↑  Parliamentary Constituencies and Assembly Electoral Regions (Wales) (Amendment) Order 2011, London, The Stationery Office Limited, 2011, 4 p. (lire en ligne [PDF]), p. 2.
9. 1 2  Senedd and Elections (Wales) Act 2020, London, The Stationery Office Limited, 2020, 49 p. (lire en ligne [PDF]), p. 29 et 32.
10. ↑  Government of Wales Act 2006, p. 1.
11. 1 2 3 4  The Parliamentary Constituencies and Assembly Electoral Regions (Wales) Order 2006, p. 3-28.
12. 1 2 3  The Parliamentary Constituencies and Assembly Electoral Regions (Wales) Order 2006, p. 29.
13. ↑  Government of Wales Act 2006, p. 94.
14. 1 2  Office for National Statistics, 2001 Census (UV002: Population density), 2001 (présentation en ligne).
15. 1 2 3 4 5 6  Office for National Statistics, 2011 Census (QS102EW: Population density), 2011 (présentation en ligne).